# 天台鹅耳枥
天台鹅耳枥（学名：Carpinus tientaiensis）是桦木科鹅耳枥属的植物，为中国的特有植物。分布在中国大陆的浙江等地，生长于海拔850米的地区，多生长于林中，目前尚未由人工引种栽培。